# Foksterier szorstkowłosy
Foksterier szorstkowłosy – jedna z ras psów, należąca do grupy terierów, zaklasyfikowana do sekcji terierów wysokonożnych. Typ wilkowaty. Fakultatywnie podlega próbom pracy.

## Rys historyczny
Już w XIV wieku hodowano foksteriery, które towarzyszyły sforom psów gończych w czasie nagonki na lisa lub pracowały pod ziemią (wypłaszały z nor). Starszą odmianą są foksteriery gładkowłose. Szorstkowłose pojawiły się znacznie później, dopiero po roku 1814, dzięki pracy hodowcy angielskiego Jacka Russela, który poświęcił się hodowli różnych odmian terierów szorstkowłosych. W roku 1875 powstał w Anglii klub hodowców foksterierów (Fox Terrier Club), który jednak  nie uznawał terriera szorstkowłosego. Do ich większej popularności doszło po roku 1913, kiedy to powstało Wire Fox Terrier Association. Organizacja zalegalizowała trymowanie, foksteriery szorstkowłose szybko wyparły foksteriera gładkowłosego. Skorygowana trymowaniem sierść dodawała psom urody, a szorstkość włosów lepiej chroniła psy przed wiatrem i zębami szkodników.

## Wygląd

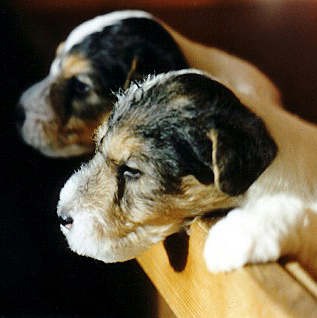
Foksteriery szorstkowłose – szczenięta

### Szata i umaszczenie
Dominującym umaszczeniem jest biały. Poza tym maść nie jest decydująca, ale pręgowanie i plamy czerwone, czekoladowo lub łupkowoszare są niepożądane. U foksteriera szorstkowłosego szata jest szorstka, twarda, gęsta, z tendencją do skręcania się. Powinna być tak gęsta i przylegająca, żeby przy rozgarnięciu jej palcami nie było widać skóry. Podszycie krótsze, bardziej miękkie i delikatniejsze niż włos okrywowy.

## Zachowanie i charakter
Po odpowiednim i cierpliwym szkoleniu foksterier może stać się psem posłusznym i zrównoważonym. Jest to pies ruchliwy, wesoły, ciekawski, o bardzo żwawym temperamencie. Często pies ma jednego właściciela. Jest oddany członkom domowego stada, a w stosunku do obcych ludzi odnosi się raczej przyjacielsko.

## Użytkowość
Foksterier jest psem o instynkcie łowieckim, sprawdzającym się nie tylko w pracy w norach, jako pies wypłaszający np. lisy, ale także na powierzchni, gdzie może być dzikarzem, płochaczem czy tropowcem. Chętnie pracuje także w wodzie.

## Zdrowie i pielęgnacja
Rasa ta jest dozwolona dla alergików na sierść psa. Okrywa włosowa szorstkowłosych wymaga trymowania. Na nogach i brodzie sierści nie trymuje się, jedynie wyrównuje. Na grzbiecie powinna mieć długość 3-3,5 cm, na bokach i po obu bokach szyi 1-1,5 cm, a na głowie i uszach sierść powinna mieć tylko kilka milimetrów długości. Przejścia w trymowaniu między poszczególnymi częściami ciała powinny być łagodne, mało widoczne. Ze względu na to, że sierść na różnych częściach ciała przyrasta z różną intensywnością, trymowanie poszczególnych części ciała powinno być przeprowadzane stopniowo. Jest to rasa wymagająca wiele ruchu na świeżym powietrzu.

## Konotacje w kulturze

### Literatura i film
W 1933 ukazała się książka dla dzieci czeskiego pisarza Karela Čapka Dášeňka čili život štěněte, przetłumaczona na język polski (Daszeńka czyli żywot szczeniaka) i wydana w 1989. Opowiada o psie rasy foksterier szorstkowłosy. Powieść zekranizowano jako serial animowany w 1979 (Dášeňka).
Tytułowy bohater polskiego serialu animowanego Reksio był inspirowany Trolą, suczką foksteriera szorstkowłosego, należącą do Lechosława Marszałka, twórcy serialu.

### Filatelistyka
Poczta Polska wyemitowała 3 lutego 1969 r. znaczek pocztowy przedstawiający głowę foksteriera szorstkowłosego o nominale 40 gr, w serii Rasy psów. Druk w technice offsetowej na papierze kredowym. Autorem projektu znaczka był Janusz Grabiański. Znaczek pozostawał w obiegu do 31 grudnia 1994 r..